# حصانة الدولة
حصانة الدولة، يتعلق مبدأ وقواعد حصانة الدولة بالحماية التي تُقدم للدولة من المقاضاة في محاكم الدول الأخرى.تتعلق القواعد بالاجراءات القانونية في محاكم دولة أخرى.وليس في المحاكم الخاصة بالولاية.تطورت القواعد في وقت كان يعتقد انه تعدي لسيادة دولة ما لرفع دعوى ضدها أو ضد مسوؤليها في بلد اجنبي.
يوجد الآن نزعة في دول متنوعه نحو استثناءات جوهرية لقاعدة الحصانة؛ على وجه الخصوص، يمكن مقاضاة دولة عندما ينشأ جدال من صفقه تجارية دخلت فيها دولة أو بعض"النشاط غير السيادي"لدولة ما.اتفاقية الأمم المتحدة حول حصانات الدول وممتلكاتها من الولاية القضائية، التي لم تدخل حيز التنفيذ حتى عام2015، ستعيد صياغة القواعد والاستثناءات الخاصة بها وتنسيقها.وهو لاتغطي الإجراءات الجنائية ولا يسمح باتخاذ إجراءات مدنية (مثل المالية) للتعدي على حقوق الإنسان ضد موظفي الدولة عندما تكون الاعتداءات قد حدثت في بلد اخر.

لورد آتكن (1944)لاحظ في أعلى UK المحكمة في عام 1938:
لن تعيق المحكمة أي دولة اجنبية سيادية، أي أنها لن تجعلها طرفاً في الاجراءات القانونية ضد ارادتها سواء الإجراءات تنطوي على إجراءات ضد شخص أو تسعى إلى استرداد ممتلكات أو أضرار معينة.
المعنى الأوسع للقاعدة هو ان الدولة وأي دولة ذات سيادة، ما لم تختر التنازل عن حصانتها، تتمتع بالحصانة من اختصاص المحاكم الاجنبية وتنفيذ أوامر المحكمة.القانون يحرسه بغيرة، وعادة ما يعتبر تأكيد أي ولاية قضائية من هذا القبيل مستحيلاً دون موافقة القوة الأجنبية.

## الحجج المؤيدة والمعارضة للاستثناءات
يجادلبعض المعلقين بأن الدول يجب ألا تكون محصنة ضد القضايا المتعلقة بالانتهاكات الجسمية حقوق الإنسان.وهم يجادلون بأن حقوق الأنسان الأنسانية مثلالحق في الحياة وحظر التعذيب يجب أن تكون لها الأسبقية على قواعد حصانة الدولة (من الناحية الفنية، فإنها تشكل معاير القواعد الآمرة) يشير اخرون إلى أن حصانة الدولة يجب ان تكون الاستثناء الذي يتطلب تبريراً مناسبًا.وبدونه يجب أن تخضع الدولة للمسؤولية.
يشير معارضو هذا النوع من الاستثناءات إلى أن الدعاوي المدنية التي يرفعها أفراد مستاءون في بلد ما ضد دولة أخرى يمكن أن يكون لها تداعيات سياسية واقتصادية خطيرة على الدولتين؛ والدعاوي المدنية يمكن أن تثير قضايا صعبة تتعلق بالأنفاذوالولاية قضائية خارج الحدود الإقليم.وهم يجادلون بضرورة وجود استثناء من الحصانة سيادية
في القانون المحلي لكل بلد، بحيث ينطبق تعريف تلك الدولة للانتهاكات، ومعيار الإثبات، وقواعد الإثبات

## في التمرين
بموجبالقانون دولي عرفي، تتمتع الدول عادة بالحصانة من الإجراءات القانونية في دولة أخرى.
تتوفر الحصانة السيادية في بعض الأحيان للدول في المحاكم الدولية والتحكيم الدولي؛ بشكل أساسي، ليس مع ذلك إذا عملت بشكل أكبر كهيئات متعاقدة (على سبيل المثال عقد اتفاقيات فيما يتعلق باستخراج النفط وبيعه)ولا في الأمور المتعلقة بالحدود
في 3 فبراير 2012، في قضية <i id="mwKg">ألمانيا ضد.</i> <i id="mwKg">إيطاليا: تدخل اليونان</i> ،  حكمت محكمة العدل الدولية بأغلبية 12 مقابل 3(12-3)بأن جميع المحاولات التي تقوم بها المحاكم المحلية، والمنتديات والهيئات القضائية التي تحاول تطبيق القواعد الآمرة ذات الصلة بالقانون الإنساني الدولي تتجاوز الحدود الوطنية، يتم تجاوزها بواسطة حصانة الدولة، تؤكد القضية السوابق القضائية من القرارات السابقة.
انتقد القرار من قبل بعض المعلقيت لعدم تضمنه الحركة الناشئة للتنازل عن الحصانة في قضايا انتهاكات حقوق الإنسان.وأشار اخرون إلى أن القرار يعكس توافق الارائ والممارسات الدولية الفعلية
يمتد اختصاص المحكمة الجنائية الدولية ليشمل رؤساء الدول والحكومات والأعضاء الحالين في المحكمة. على الرغم من أن القضايا قد تتضمن أفعالاً يتخذها القادة بصفتهم الرسمية (مثل إصدار أوامر لجيش البلاد بارتكاب إبادة جماعية)، إلا أنها تتم ملاحقتها ضد أفراد وليس ضد الحكومة ككل.

### الولايات المتحدة الأمريكية
قرار المحكمة العليا الأمريكية 1812 The Schooner Exchange v. فسر مفادون القانون الدولي العرفي بمنع مالك السفينة من رفع دعوى لاستعادة السفينة التي استولت عليها الحكومة الفرنسية، والتي رست إصلاحات في فيلادلفيا.
يحظر قانون الحصانات السيادية الأجنبية لعام1976 بشكل عام الدعاوي المرفوعة ضد الحكومات الأجنبية، باستثناء الحالات التي يتم فيها التخلي عن حصانة الدولة؛ بعض المطالبات الأميرالية.أو الدعوى تتضمن نشاطًا تجارياً أو ضرراً داخل الولايات المتحدة (مثل حادث مروري)أو مصادرة ممتلكات بما ينتهك القانون الدولي.أضاف القسم 221 من قانون مكافحة الإرهاب وعقوبة الإعدام الفعاله لعام 1996 استثاء لضحايا الإرهاب الأمريكي، اضاف قانون تفويض الدفاع الوطني للسنة المالية 2008 استثناءات للتعذيب والقتل خارج نطاق القضاء وتخريب الطائرات واخذ الرهائن.في عام 2016.الغي قانون العدالة ضد رعاة الإرهاب مطلب إدراج الدولة الراعية للإرهاب رسمياً، حتى تتمكن عائلات ضحايا هجمات 11سبتمبر من مقاضاة المملكة العربية السعودية.

## الاتفاقية الأوروبية بشأن حصانة الدولة
تم التوقيع على الأتفاقية الأوربية بشأن حصانة الدولة في بازل في 16 مايو 1972 وهي سارية المفعول حالياً في 8 دول: النمساء وبلجيكا وألمانيا ولوكسمبورغ وهولندا (بالنسبة لهولندا الاأوربية)وسويسرا والمملكة المتحدة  وخمسة من هؤلاء (النمساء وبلجيكا وهولندا ولوكسمبورغ وسويسرا)) أطراف ايضًا في بروتوكولها الإضافي ينشئالمحكمة الأوروبية في مسائل حصانة الدولة.

## اتفاقية الأمم المتحدة بشأن حصانات الدول وممتلكاتها من الولاية القضائية
اعتمدت الجمعية العامة اتفاقية الأمم المتحدة بشأن حصانات الدول وممتلكاتها من الولاية القضائية في كانون الاول/ديسمبر 2004 ولكنا لم تدخل حيز انفاذ بعد.
وكان باب التوقيع على الاتفاقية مفتوحا لجيمع الدول حتى 17 كانون الثاني/يناير 2007 ويمكن أن يبدأ تنفيذة في اليوم الثلاثين الذي يلي تاريخ أيداع الصك الثلاثين للتصديق أو القبول أو الموافقة أو الانضمام.
اعتباراً من 30 سبتمبر 2015‘كان هناك 28 موقعًا على الاتفاقية وتم إيداع 20 صكاً للتصديق عليها.

## روابط خارجية
- نص الاتفاقية الأوروبية بشأن حصانة الدولة نسخة محفوظة 5 أكتوبر 2013 على موقع واي باك مشين.
- نص اتفاقية الأمم المتحدة بشأن حصانات الدول وممتلكاتها من الولاية القضائية